# رن وستمبي
رن وستمبي هو مسلسل رسوم متحركة أميركي من إنتاج جون كريكفالوسي لصالح محطة نيكلوديون. يتبع المسلسل مغامرات شخصيات العنوان، وهما رن، وهو كلب تشيواوا غير مستقر عاطفيا، وستيمبي، وهو قط بليد وطيب القلب.
عرضت أول حلقة فيى 11 أغسطس 1991 ليكون أحد برامج نيكتونز الأصلية الثلاثة إلى جانب راجراتس ودوغ. أثار البرنامج الكثير من الجدل خلال سنوات عرضه بسبب فكاهته السمجة وتلميحاته الجنسية والكوميديا السوداء ونكت الكبار والعنف الذي كانت نادرة في مسلسلات الرسوم المتحركة وقتها. ساهم هذا الجدل في المشادات بين موظفي الإنتاج مع إدارة المعايير والممارسات في نيكلوديون. انتهى عرض المسلسل في 16 ديسمبر 1995، بعد خمسة مواسم و52 حلقة.
تلقى المسلسل إشادة من النقاد، وكوّن طائفة من المعجبين. وكثيرا ما يستشهد به بأنه مهد الطريق لمسلسلات رسوم متحركة مثل بيفيز وبوت-هيد وساوث بارك. عرض مسلسل مشتق موجه للكبار في 2003 على محطة سبايك، ولكن ألغى بعد وقت قصير من بداية عرضه.

## القصة
البرنامج يحكي لنا قصة رن وستمبي. كيف تقابلوا وكيف نشأوا. البرنامج يحكي قصة رن هويك (بالإنجليزية: Ren Höek) وهو كلب تشيواوا. وستمبي (بالإنجليزية: Stimpy) وهو قط من نوع مانكس الذي لا يمتلك ذيلاً. فهذا هو سبب عدم إمتلاك ستمبي ذيلاً. البرنامج هذا كمثل معظم البرامج الكرتونية التي تحتوي على شخصيات رئيسية من مملكة الحيوانات, فهي تضع الشخصيات البشرية في الحيوانات. مثال: أن رن هويك هو كلب أذكى وعصبي وشرير ومتكبر جداً. وستمبي هو قط ساذج ولكن طيب القلب. كما نرى في الحلقة التجريبية Big House Blues. أن رن وستمبي هما كلب تشيواوا وقط, كان لله ثم لجوعهما الفضل في جعلهم أصدقاء, بالرغم من عدم الاتفاق بين جنسيهما. وهما ليسا قادرين على إيجاد الطعام, فضلوا ضائعين في الطريق جائعين. في الفقر والتعساء. لاحقاً, يأتي حامل الكلاب كي يحملهم ويوصلهما إلى ملجأ الكلاب. ومن ثم يسمح لهما بالدخول إلى حفلة ليستمتعوا مع بعض الكلاب. وأثناء الحفلة. رن وستمبي يتعرفون على فِل. والذي أخذه حامل الكلاب إلى النوم. ومن ثم رن يسأل جاسبِر أين ذهب فِل. فيجيب جاسبر بإنه قد ذهب للنوم. ورِن يسيء فهمه ويقرر أن يأخذ غفوة هو الآخر. في الصباح. رن يذهب إلى جاسبر ويسأله مرةً أخرى أين فِل؟. أجاب جاسبر مرةً أخرى أنه ذهب للنوم, ومن ثم رن يقول له أن يوقظه. فقال جاسبر لا يمكنك الإستيقاظ. من النوم الكبير. ومن ثم رن حاول إستيعاب ما قاله جاسبر عن النوم الكبير. ومن ثم صرخ قائلاً: النوم الكبير؟! مرتان. ومن ثم يتنفس ويدق قلبه سريعاً من الخوف. ومن ثم يسأله ستمبي ما هو النوم الكبير يا رن؟. بعدها رن يقول له أنه ميت!. وسوف يكونا الضحيتان القادمتان إن بقيا في الملجا ولم يخرجا. ومن ثم يبكي. بعدها. نرى أن رن يعاني الآن من إضطراب ما بعد الصدمة. وستمبي يحاول أن يتقيأ. ومن ثم ستمبي يتقيأ كرات الشعر على رن. ومن ثم رن يغضب عليه ويصفعه في وجهه مرات عديدة. ومن ثم يأتي حامل الكلاب كي يأخذهما للنوم الكبير. ولكن تأتي فتاة وهي تحسب رن أنه كلب بودل وتقول لأمها أنها تريده. ومن ثم يعطي حامل الكلاب رن للفتاة الصغيرة. ورن متحمسٌ جداً لأنه حي. ومن ثم يرى أن ستمبي يودعه وهو وحيد في السجن. ومن ثم رن يغضب ويقول للفتاة أنها لا يمكن لها أن تأخذه إلا أن تأخذ معها ستمبي. ومن ثم الفتاة تقبل. مما ينتج عن قفزة لستمبي وهو سعيد ومتحمس على رن. بعدها. يلتقيان رن وستمبي بمرأة. وهذه المرأة هي والدة الطفلة. فهي تعطي رن كنزة. وفي نفس الوقت تعطي ستمبي صندوق رمل. واصفاً إيها أنها «أول حيازة مادية له». فيضم ستمبي رن ومعه صندوق الرمل بكل سعادة. ويقول أنه لا يمكن له أن يصبر حتى يجربه. ومن ثم رن يخرج من الصندوق ويبصق القطع.

## وصلات خارجية
- رن وستمبي على موقع IMDb (الإنجليزية)
- رن وستمبي على موقع ميتاكريتيك (الإنجليزية)
- رن وستمبي على موقع روتن توميتوز (الإنجليزية)
- رن وستمبي على موقع كينوبويسك (الروسية)
- رن وستمبي على موقع ألو سيني (الفرنسية)
- رن وستمبي على موقع قاعدة بيانات الفيلم (الإنجليزية)
- الموقع الخاص